# Tango (飲料)
Tango，是碧域在英國、愛爾蘭、瑞典、挪威、匈牙利和馬耳他銷售的一種軟飲料。Tango最早由Corona公司在1950年開始生產銷售。1987年開始改由碧域生產。Tango最早的口味是橙子味，但現在已經包括蘋果、檸檬、櫻桃、黑加侖等多種味道。在英國，Tango以其令人印象深刻的廣告而著稱。

## 外部連結
- . Britvic.   [2022-05-15]. （原始内容存档于2021-08-03）.